# Font del Campaner
La Font del Campaner és una surgència del terme municipal de Monistrol de Calders, al Moianès.
Està situada a 475 metres d'altitud, a l'esquerra de la Golarda, al sud-est de la masia de la Coma i al sud-oest de la Balma de la Coma, al peu del camí que ressegueix la vall de la Golarda per l'esquerra de la riera. És a prop del límit municipal amb Moià.